# NGC 4211
NGC 4211 é uma galáxia espiral (S0-a) localizada na direcção da constelação de Coma Berenices. Possui uma declinação de +28° 10' 39" e uma ascensão recta de 12 horas, 15 minutos e 35,8 segundos.
A galáxia NGC 4211 foi descoberta em 30 de Abril de 1881 por Édouard Jean-Marie Stephan.